# 세포 함유물
세포 함유물(細胞 含有物, 영어: cytoplasmic inclusion)는 조직막에 결합되지 않은 세포 내의 다양한 무생물이다. 세포질 포함체(細胞質 包含體) 또는 세포질 봉입체(細胞質 封入體)라고도 한다.

## 개요
세포는 살아 있는 한 외부에서 필요한 물질을 받아들이고 불필요한 물질을 세포 밖으로 배출하는 역할을 한다. 그러나 세포에 따라서는 필요 이상의 물질을 받아들여 세포내에 저장하거나 체내에서 생산한 동화 물질을 저장 조직에 저장하기도 한다.
또 불필요한 물질을 세포 밖으로 배출하지 않고 세포내에 무해한 상태로 보존하는 경우도 있다. 이들 물질을 세포 함유물이라 한다. 세포 함유물에는 단지 영양상의 물질만이 아니라 특수한 작용을 가진 물질도 있다. 식물 세포의 함유물로서는 탄수화물이 가장 많고, 또 중요하다. 그 중 전분립은 엽록체 내에서 광합성의 결과 생산되어 잠깐 엽록체 내에 동화 전분립으로 존재하지만, 이내 가용성 당이 되어 종자·뿌리·줄기 등의 저장 기관으로 보내진다. 그리고 여기에서 다시 전분으로 합성되어 저장된다. 이를 저장 전분이라고 한다. 이 전분립은 식물의 종류에 따라 매우 특징적인 형태를 띤다. 일반 전분립은 요드 요드화 칼륨 용액에서 남색으로 물드는데, 찹쌀이나 율무의 전분립은 붉게 물든다.
글리코겐은 동물 세포와 일부 식물(균류·남조류 따위)의 주요 저장 물질이다. 세포질 내에 지름 3μm 정도의 입자로 관찰되며, 요드 용액에 붉은색으로 물든다. 이눌린은 국화과나
근연종 식물에서만 볼 수 있으며, 저장 기관의 액체 속에 녹아 있는 상태로 존재한다. 이눌린은 알코올이나 글리세린에 녹지 않기 때문에 달리아 덩이줄기나 우엉뿌리 등을 알코올에 담가 두면 이눌린은 결정으로 석출된다.
단백질은 결정 또는 비결정 상태로, 세포질 내 또는 색소체 내에 형성되는 세포 함유물의 일종이다. 식물 세포 내에서 가장 많이 볼 수 있는 저장 단백질은 종자의 호분립이다. 호분립은 여러 가지 곡물이나 콩 등에서 볼 수 있으며, 지방이 풍부한 결정성 단백질립이다. 결정성 단백질립은 아주까리 배유 세포의 액포 내에서 볼 수 있다.
지방이나 기름방울도 많은 동식물의 세포, 특히 난세포·종자·포자 등의 세포질 내나 색소체에 존재하는 저장 물질의 일종이다. 이들은 수단이나 나일블루 등의 색소에 잘 물들며, 오뮴산에 닿으면 검게 변하기 때문에 현미경으로 쉽게 관찰할 수 있다.
식물 세포내에는 여러 가지 무기 결정체를 볼 수 있다. 모두 식물체 내의 대사에 의해 생긴 유기산의 중화로 생긴 것이다. 이들 중 취산이나 칼슘 결정은 베고니아나 토란의 잎자루 등에서 흔히 관찰할 수 있다. 탄산 칼슘 결정은 종유체가 되어 인도고무나무나 무화과나무 잎의 세포에서 볼 수 있다. 그 밖에 주석산 칼슘 결정은 포도잎 세포에서, 황산 칼슘은 접합 조류(藻類)에서, 규산 칼슘은 난초과나 목련과 식물에 존재한다.
세포 함유물 외에 안토시안은 붉은색·파란색·자주색 등의 꽃받침에, 알칼로이드는 특수한 식물(양귀비·담배 따위)의 잎·줄기·뿌리·열매 등에, 그리고 유기산과 탄닌은 대부분의 고등 식물에서 발견된다. 이들은 모두 액포 속에 저장되어 있다.

## 같이 보기
- 세포